# Batteau
Batteau  est une petite communauté non organisée saisonnière de pêche située sur l'île de Ponds (anglais : Island of Ponds) (île des Étangs), une île située dans l'océan Atlantique au large de la côte est du Labrador, dans la province de Terre-Neuve-et-Labrador au Canada.

## Toponymie
Le nom Batteau vient vraisemblablement du mot français bateau à l'époque de la Nouvelle-France quand les Français entrèrent en contact avec les Premières nations vivant dans le secteur.

## Géographie
L'établissement de Batteau est situé à l'extrémité est de la plus longue péninsule de l'île de Ponds qui s'étire sur près de 6 km pour une largeur moyenne de moins de 1 km.
Batteau compte une vingtaine de bâtiments établis au fond et sur la rive nord d'une crique tournée vers le sud-est, large de 190 mètres environ à son entrée et longue d'environ 450 mètres. Le fond de la crique est arrondi avec des rives aisément accessibles. Un grand quai se trouve sur la rive ouest de la crique et deux petits quais sur la rive est.
La crique de Batteau se situe au fond du havre de Batteau (anglais : Batteau Harbour).
Batteau est dominé à l'ouest par les collines de Inside Big Hill d'environ 85 mètres d'altitude et de Outside Big Hill d'environ 55 mètres d'altitude.
L'établissement est exposé aux effets de la houle même si la disposition au bord de la crique au pied des collines offre une certaine protection.
La végétation est très réduite dans les zones abritées au milieu des rochers et sans arbres du fait de la houle de l'océan Atlantique et de l'influence du courant glacial du Labrador conférant aux lieux un climat subarctique marginal (Köppen Dfc) qui est très proche d'un climat polaire (Köppen ET), ce qui crée la limite des arbres la plus au sud de l'hémisphère nord sur la côte du Labrador.
L'île de Ponds se compose principalement de roches ignées avec une couverture peu profonde de sédiments, insuffisante pour supporter des arbres.

## Histoire
L'île de Ponds a été une base de pêche très active au XIXe siècle et jusque dans les années 1980 avant de décliner à l'instar des autres communautés du secteur.
Batteau était un port d'escale pour les navires en 1911. L'établissement était desservi par le CNR Express après juin 1953. Le premier bureau de poste a ouvert ses portes le 6 août 1962. La communauté s'est ensuite progressivement dépeuplée.
L'ancien village de pêcheurs de Batteau est de nos jours seulement saisonnier. Les habitations sont principalement devenues des résidences d'été. L'île de Ponds est connue pour sa grande concentration d'ours polaires. Les animaux s'approchent des habitations de Black Tickle et de Batteau à la recherche de nourriture.
Ce petit établissement se trouve au sud de l'établissement plus important de Black Tickle (53° 27′ 44″ N, 55° 45′ 53″ O) situé à 5,2 km au nord-nord-est à vol d'oiseau et à environ 7,2 km de distance en bateau.

## Population
Batteau est un établissement portuaire isolé qui ne compte pas de population permanente en 2020.
Les pêcheurs et vacanciers se rendent sur les lieux principalement en été.

## Transports
Batteau n'est accessible qu'en bateau. Seules les petites embarcations peuvent entrer dans la crique.
La localité la plus proche est Black Tickle reliée au continent par un service de ferry côtier saisonnier.
Entre la mi-juin et la mi-novembre (sous réserve des conditions de glace), le traversier MV Kamutik W en service depuis juin 2019 (a remplacé le MV Northern Ranger qui a cessé son service fin 2018) exploité par le gouvernement de Terre-Neuve-et-Labrador fournit un service hebdomadaire à partir de Goose Bay le long de la côte atlantique. Le traversier dessert Black Tickle sur l'itinéraire Goose Bay – Rigolet – Cartwright – Black Tickle. Les services au Labrador ont commencé le 14 juin en 2020.
Le petit aéroport de Black Tickle (53° 28′ 06″ N, 55° 47′ 08″ O) permet de se rendre sur l'île par les airs. Il est situé à 1,9 km au nord-ouest de Black Tickle et se compose d'une piste en gravier de 764 mètres de long. Il est desservi par Air Labrador.